# S-Bahn Ostwestfalen
Die S-Bahn Ostwestfalen (kurz: S-Bahn OWL) ist ein Projekt in der Region Westfalen-Lippe. Das S-Bahn-Netz befindet sich noch in Planung, Daten können daher fortlaufenden Änderungen oder Erweiterungen unterliegen. 
Es könnte bei positiven Prüfergebnissen und finanzieller Machbarkeit bis 2040 umgesetzt werden.

## Linien und neue Haltepunkte
In die Planung einbezogen sind die folgenden 13 Linien:
| Linie      | Linie alt   | Laufweg                                                                                          | Takt   | Takt alt   |
| ---------- | ----------- | ------------------------------------------------------------------------------------------------ | ------ | ---------- |
| S 61       | RB 61       | Bielefeld Hbf – Herford – Bünde – Osnabrück Hbf – Rheine                                         | 60 min | 60 min     |
| S 67       | RB 67       | Bielefeld Hbf – Gütersloh Hbf – Rheda-Wiedenbrück – Münster Hbf                                  | 30 min | 60 min     |
| S 69       | RB 89       | Hamm Hbf – Soest – Lippstadt – Paderborn Hbf                                                     | 30 min | 30 min     |
| S 69       | RB 89       | (…) – Altenbeken – Warburg                                                                       | 60 min | 120 min    |
| S 71       | RB 71       | Bielefeld Hbf – Herford (Flügelung) – Bünde / Lage                                               | 60 min | 60 min     |
| S 71       | RB 71       | (…) – Rahden                                                                                     | 30 min | 60 min     |
| S 72       | RB 72       | Paderborn Hbf – Altenbeken – Lage – Herford                                                      | 60 min | 60 min     |
| S 73       | RB 73       | Bielefeld Hbf – Lage – Lemgo – Lemgo-Lüttfeld                                                    | 30 min | 60 min     |
| S 73       | RB 73       | (…) – Barntrup Ost (Reaktivierung der Bahnstrecke Bielefeld–Hameln)                              | 30 min | --         |
| S 74       | RB 74 RE 78 | Paderborn Hbf – Bielefeld Hbf – Herford – Löhne – Bad Oeynhausen – Minden                        | 30 min | 30/60 min  |
| S 74       | RB 74 RE 78 | (…) – Nienburg                                                                                   | 60 min | 60/120 min |
| S 75 S 75X | RB 75       | Bielefeld Hbf – Halle – Osnabrück Hbf                                                            | 30 min | 30/60 min  |
| S 76       | --          | Gütersloh Hbf – Hövelhof (Reaktivierung der Bahnstrecke Ibbenbüren–Hövelhof)                     | 30 min | --         |
| S 78       | --          | Gütersloh Hbf – Versmold (Reaktivierung der Bahnstrecke Ibbenbüren–Hövelhof)                     | 30 min | --         |
| S 84       | RB 84       | Paderborn Hbf – Altenbeken – Höxter-Ottbergen (Flügelung mit S 85) – Höxter-Rathaus – Holzminden | 30 min | 60 min     |
| S 84       | RB 84       | (…) – Kreiensen                                                                                  | 60 min | 60 min     |
| S 85       | RB 85       | Paderborn Hbf – Altenbeken – Höxter-Ottbergen (Flügelung mit S 84) – Göttingen                   | 60 min | 60 min     |

Mit diesem Linienkonzept entstände eine Stammstrecke zwischen Bielefeld-Brackwede und Herford mit sechs Fahrten pro Stunde bis Bielefeld Hbf und vier Fahrten pro Stunde bis Herford.
Außerdem fänden nach diesem Konzept vier Fahrten pro Stunde zwischen Paderborn Hbf und Altenbeken statt.
Es sind mehrere neue Haltepunkte in die Planung aufgenommen:
- Münster-Danziger Freiheit S 67
- Paderborn Universität/Barker Kaserne S 69 S 72 S 84 S 85
- Herford Gaußstraße S 72
- Detmold Süd/Ost S 72
- Nieheim-Himmighausen S 72
- Löhne-Gohfeld S 74
- Osnabrück-Rosenplatz S 75 S 75X

Im Rahmen einer Reaktivierung der Bahnstrecke Bielefeld–Hameln
- Dörentrup S 73
- Bega S 73
- Barntrup S 73
- Barntrup Ost S 73

Im Rahmen einer Reaktivierung der Bahnstrecke Ibbenbüren–Hövelhof
- Gütersloh Carl-Miele-Str. S 76
- Gütersloh Welle S 76
- Gütersloh Spexard S 76
- Gütersloh Arvato S 76
- Verl Eiserstr. S 76
- Verl S 76
- Bornholte S 76
- Kaunitz S 76
- Blankenhagen S 78
- Marienfeld S 78
- Harsewinkel S 78
- Versmold S 78